# Crosby, Stills & Nash (& Young)
Crosby, Stills & Nash (CSN) was een Amerikaans-Britse supergroep die folkrockmuziek speelde. De leden waren David Crosby, Stephen Stills en Graham Nash. Wanneer zij werden geflankeerd door Neil Young werd de groep Crosby, Stills, Nash & Young (CSNY) genoemd.
De band ontstond aan het einde van de jaren zestig en stond bekend om de complexe zangharmonieën van de leden, hun tumultueuze onderlinge verstandhoudingen en hun politiek activisme. Voor velen golden zij als de verpersoonlijking van de hippiecultuur. Bekende nummers zijn Teach your children, Ohio en Our house.
Hun eerste succes behaalden ze in 1969 met het album Crosby, Stills & Nash, gevolgd door een tournee. Later dat jaar kregen ze als CSNY hun vuurdoop op het festival in Woodstock en brachten ze als viertal het album Déjà vu uit. In 1970 viel de groep uiteen na drank- en drugsproblemen en gingen de leden alle vier hun eigen weg.
Deze scheiding duurde vier jaar; toen begonnen ze aan een succesvolle tournee door de VS en Engeland. Na die tour eisten onderlinge problemen opnieuw hun tol en gingen de musici verder als duo's of solo, waarna ze later weer als trio of kwartet bijeenkwamen. Dit proces herhaalde zich een aantal malen, met een laatste gezamenlijk optreden van CSNY in 2013 en van CSN in 2015. In 2016 deelde Nash in interviews mee dat het doek voor de groep definitief gevallen was.
Crosby, Stills & Nash wonnen in het muziekjaar 1969 een Grammy Award en alle vier werden tweemaal in de Rock and Roll Hall of Fame opgenomen.

## Biografie

### Ontstaan
Voordat de bandleden van CSN elkaar ontmoetten en de groep werd opgericht, speelden zij elk in een andere prominente band. Zo was David Crosby gitarist bij The Byrds; was Stephen Stills gitarist, toetsenist, zanger en songwriter bij Buffalo Springfield (waarvan ook Neil Young deel uitmaakte); en speelde Graham Nash bij The Hollies als gitarist, zanger en songwriter.
Young had binnen Buffalo Springfield voortdurend ruzie met Stills. In mei 1967 verliet hij de band, maar na vier maanden keerde hij terug. Tijdens zijn afwezigheid speelde Buffalo Springfield onder meer op het Monterey Pop Festival en werd hij al eens vervangen door Crosby.
Als gevolg van frictie binnen The Byrds werd Crosby eind 1967 uit deze band gezet. Korte tijd later hield Buffalo Springfield op te bestaan, nadat de groep het album Last time around had uitgebracht. Hierdoor kwam Stills zonder werk te zitten. Sindsdien kwamen beide musici vaak bijeen om samen muziek te maken en drugs te gebruiken. In de studio van Wally Heider namen ze voor het eerst samen een aantal liedjes op, waaronder Long time gone en Guinnevere. Het resultaat van een van die jamsessies, op Crosby's schoener in Florida, was het nummer Wooden ships, dat werd gecomponeerd in samenwerking met de in 2016 overleden Paul Kantner van Jefferson Airplane.
Crosby leerde Nash in 1966 in Los Angeles kennen. Cass Elliot van The Mamas and the Papas stelde Nash aan hem voor, zonder te vertellen wie Nash was. Ze wilde dat Crosby de man Nash zou leren kennen en niet de Hollie Nash. De onderlinge chemie was er vanaf het eerste moment. Toen Crosby de dag erna van Elliot hoorde dat hij Graham Nash van The Hollies had ontmoet, reageerde hij verrukt: "Ahhhh! Nog een meesterlijk harmoniezanger." Ze ontmoetten elkaar op initiatief van Nash weer toen The Hollies in 1968 naar Californië kwamen. Toen ze beiden in juli 1968 op een feest waren waar ook Stills aanwezig was, lieten Stills en Crosby een nieuw nummer horen, You don't have to cry. Op verzoek van Nash speelden de twee het nummer nogmaals, waarbij Nash hen bijviel met zijn karakteristieke derde stem. Ze waren erg onder de indruk van hun eigen drieklank en ontdekten dat ze samen een unieke vocale chemie hadden.

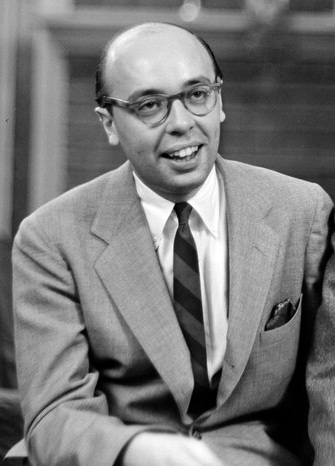
Ahmet Ertegün
(oprichter van Atlantic Records)

Omdat Nash een andere creatieve richting op wilde dan The Hollies, besloot hij de band te verlaten en met Crosby en Stills in zee te gaan. Toen deze twee bij Nash in Londen waren, nodigden ze George Harrison uit om te komen luisteren naar hun muziek. Ze waren nog op zoek naar een platenlabel en The Beatles hadden net hun eigen label Apple Records opgericht. Harrison wees het trio echter af. Ze kregen wel een contract van Ahmet Ertegün, de oprichter van Atlantic Records. Ertegün was een fan van Buffalo Springfield en erg teleurgesteld door het uiteenvallen van die band.
Ze kozen ervoor om zichzelf niet onzichtbaar te maken onder een bandnaam. Ze gebruikten hun achternamen om er zeker van te zijn dat de band niet verder zou kunnen zonder een van de drie, in tegenstelling tot hoe het hen was vergaan bij The Byrds en The Hollies. Crosby, Stills en Nash kozen Elliot Roberts en David Geffen als hun managers om hun bestaansrecht in de muziekindustrie een zo groot mogelijke kans te geven. Roberts hield de band gefocust en de ego's bij elkaar en Geffen was volgens Crosby de 'haai' die ze nodig hadden voor hun zakendeals.
Stills had vanwege zijn werk met Buffalo Springfield al een contract met Atlantic Records. Crosby werd binnen The Byrds gezien als onbelangrijk en onmogelijk om mee samen te werken, waardoor hij zonder moeite van zijn contract met Columbia af kon. Nash daarentegen had met The Hollies nog altijd een contract met Epic Records. Ertegün maakte een deal met Clive Davis om Nash te ruilen voor Richie Furay met zijn nieuwe band Poco. Furay – ook werkloos geworden door het uiteenvallen van Buffalo Springfield – tekende in ruil bij Columbia.

### De weg naar Woodstock
Het eerste album van het trio, Crosby, Stills & Nash genaamd, werd in mei 1969 uitgegeven en werd een groot succes. Het bereikte een nummer 6-notering in de albumlijst van Billboard en ontving viermaal platina van de RIAA voor hogere verkoopcijfers dan $ 4 200 000. De singles Marrakesh Express en Suite: Judy blue eyes bereikten respectievelijk nummer 28 en 21 in de singlelijst.
Voor het muziekjaar 1969 won het drietal in maart 1970 een Grammy in de categorie "Beste nieuwe artiest", vóór de bands Chicago en Led Zeppelin.

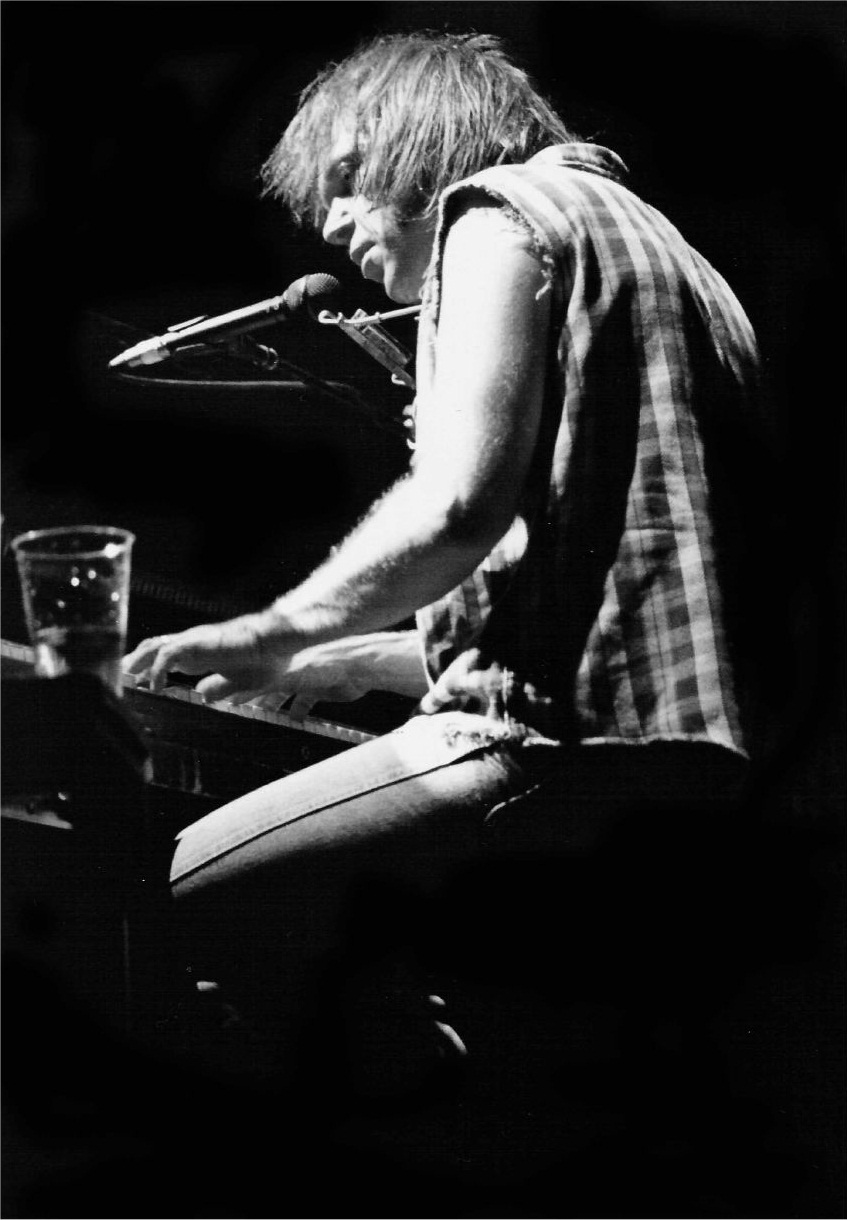
Neil Young achter de piano

In de tournee die volgde wilden Crosby en Nash optreden zoals Simon & Garfunkel, met harmoniezang die alleen begeleid zou worden door akoestische gitaren. Stills was het daar niet mee eens en wilde optreden met een rockband. Het trio besloot om de concerten te verdelen in een gedeelte met akoestische muziek en een gedeelte met elektronische muziek. In hun debuutalbum had Stills het leeuwendeel van de instrumentale partijen op zich genomen, behalve de drumpartijen – die door Dallas Taylor werden ingespeeld. Om tijdens de tournee de muziek van hun debuutalbum live te kunnen spelen hadden ze meer muzikanten nodig. Crosby en Nash lieten het aan Stills over om die te vinden. Voor de toetsen benaderde Stills Steve Winwood, maar die bleek al afspraken gemaakt te hebben met de nieuwe supergroep Blind Faith.
Atlantics-eigenaar Ahmet Ertegün stelde hierop voor om voormalig Buffalo Springfield-lid Neil Young te benaderen, die zich eveneens onder de hoede van Elliot Roberts bevond. Stills en Nash reageerden terughoudend; Stills vanwege zijn ervaringen met Young bij Buffalo Springfield en Nash omdat hij Young niet kende. Stills vroeg toen John Sebastian van The Lovin' Spoonful, maar deze weigerde. Na toch een aantal keer samengekomen te zijn met Young besloot het trio om met hem verder te gaan, waarna Young het kwartet als volwaardig partner completeerde. Het contract dat Young tekende gaf hem de vrijheid om parallel aan CSNY ook de werkzaamheden met zijn nieuwe begeleidingsband Crazy Horse te blijven uitvoeren. Bassist Bruce Palmer was de eerste keuze voor de ritmesectie, omdat die met Young en Stills bij Buffalo Springfield had gespeeld. Hij viel echter snel weer af en voor hem in de plaats werd op aanraden van Rick James de negentienjarige Motown-bassist Greg Reeves aangenomen.
Met Young aan boord stak de nieuwe supergroep van wal met een tournee die duurde van het einde van de zomer van 1969 tot januari van het jaar erop. Hun eerste gezamenlijke optreden was op 16 augustus 1969 in het Auditorium Theater in Chicago, met Joni Mitchell als openingsact. Ze vertelden dat ze de volgende dag naar het plaatsje Woodstock zouden gaan, zonder te weten waar dat precies lag. Het Woodstockfestival bleek hun vuurdoop te zijn. Het publiek daar bestond behalve uit honderdduizenden bezoekers ook uit een aantal mensen uit de muziekindustrie. Voor de nerveuze bandleden was dit enigszins intimiderend, of zoals Stills tegen het publiek zei: "Dit is pas de tweede keer dat we voor een publiek optreden. We schijten zeven kleuren". Het optreden op het festival, de verfilming ervan en Mitchells pennenvrucht Woodstock die zij coverden leverden de groep grote bekendheid op.
De samenwerking tussen Crosby, Stills, Nash en Young bleek later even succesvol als broos. De contrasterende karakters van de muzikanten botsten regelmatig, waardoor de groep zich gedurende de actieve jaren verschillende malen opsplitste, om daarna in diverse samenstellingen weer bijeen te komen.

### Dames, drugs enDéja vu
CSNY verscheen dat jaar op verschillende andere bekende festivals. Twee optredens op het Big Sur Folk Festival op 13 en 14 september 1969 werden later uitgegeven in de film Celebration at Big Sur. Het viertal speelde ook op het Altamont Free Concert, dat door geweld werd overschaduwd. Op verzoek van de bandleden werden opnamen van hun optreden weggelaten uit de documentaire Gimme shelter (1970).
In de laatste week van september 1969 verongelukte Christine Hinton, de vriendin van Crosby, die hierdoor erg ontdaan was. Hij was, net als de drie anderen, een regelmatig gebruiker van cocaïne, maar zocht nu heimelijk zijn toevlucht tot heroine. Er waren bovendien problemen op relationeel vlak: Stills had kort tevoren met Judy Collins gebroken en ook Nash' relatie met Joni Mitchell liep stuk.
Vanaf oktober 1969 begonnen de opnames voor het tweede album en het eerste met Young, genaamd Déjà vu dat in maart 1970 in de winkels lag. De liedjes op dit album zijn door eerdergenoemde omstandigheden een stuk donkerder dan die op het eerste album. Young leverde aan deze plaat een beperkte bijdrage; op vier nummers was hij niet te horen. Van het album verschenen drie hitsingles.
Déjà vu was het eerste album dat verscheen in Atlantic Records' SD-7200 "superstar"-lijn, die speciaal in het leven geroepen was voor de topartiesten van het platenlabel. De volgende albums van CSN(&Y) werden ook onder dit sublabel uitgebracht, evenals albums van bijvoorbeeld Yes, Led Zeppelin en Aretha Franklin.
Na enige tijd begon Stills zich te ergeren aan Greg Reeves. De bassist gedroeg zich vreemd; hij gaf zich bijvoorbeeld ineens uit voor medicijnman. Bovendien liet Reeves zich op zijn bas volledig gaan, speelde nooit tweemaal hetzelfde en wilde dat de groep ook zijn liedjes vertolkte. Ondanks het feit dat Young het wel met Reeves kon vinden, ontsloeg Stills de bassist in april 1970 en verving hem door Calvin "Fuzzy" Samuels.
In die tijd vond het Kent State-bloedbad plaats. Berichten over het incident inspireerden Young om samen met Crosby, Stills en Nash in anderhalf uur de protestsong Ohio op te nemen en twee weken later pijlsnel uit te geven. Hoewel radiozenders vanwege de pacifistische ondertoon weinig zagen in het nummer, was een volgende top 20-hit het resultaat. De broze samenwerking bleef echter een probleem, en na de zomertournee van 1970 was het excessieve drank- en drugsgebruik van Stills aanleiding tot het uiteenvallen van de groep. Concertopnames van die tournee werden in 1971 uitgegeven in het dubbelalbum 4 way street. Het duurde tot 1974 voordat de bandleden weer als kwartet bijeenkwamen.

### Eigen belangen

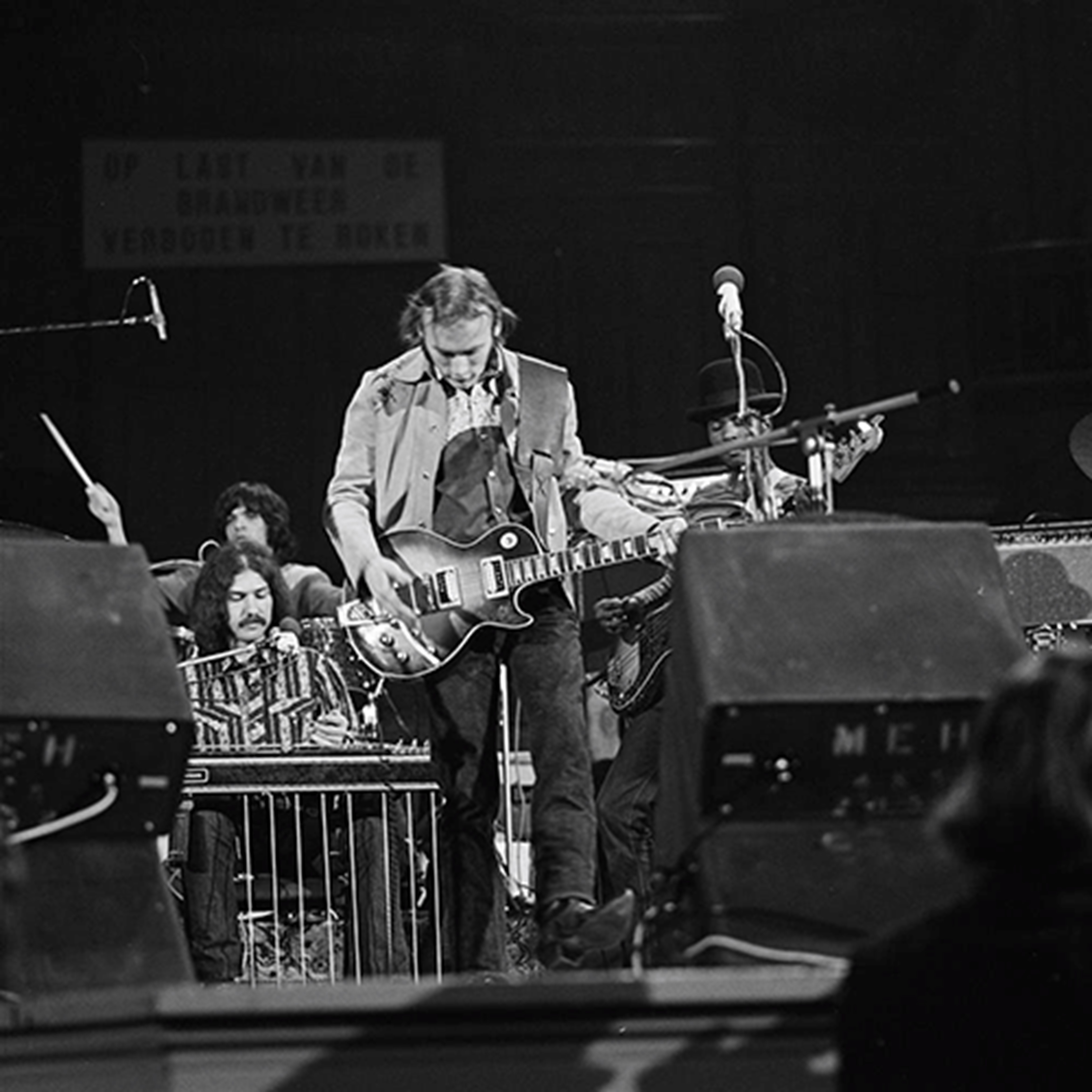
Stephen Stills met Manassas in 1972 (opname voor Toppop)

Tussen september 1970 en mei 1971 gaven de vier bandleden soloalbums uit: After the gold rush van Young verscheen in september; het album Stephen Stills in november; Crosby's If I could only remember my name in februari en Songs for beginners van Nash in mei. Alle vier de platen kwamen terecht in de top 15 van de Billboard 200, met het werk van Stills als hoogste op de derde plaats.
Stills gaf in 1971 een tweede album uit, Stephen Stills 2, dat ook in de top 10 eindigde. Crosby en Nash startten een akoestische tournee waarin ze de muziek vertolkten met alleen hun eigen gitaren, zang en piano, zoals te zien is in de documentaire Another stoney evening.
In 1972 gaf David Geffen in een interview aan dat het onwaarschijnlijk was dat CSNY weer samen zou komen om een album te maken. De spanningen waren hoog opgelopen omdat Stills dacht dat het zíjn band was, terwijl de anderen vonden dat ze alle vier gelijkwaardig waren.
Young bracht in 1972 zijn veelgeroemde album Harvest uit en hij had een hit met Heart of gold. In datzelfde jaar voegde Stills zich bij ex-Byrd Chris Hillman om de band Manassas te vormen. Met hun gelijknamige eerste album kwam hij voor de zesde maal in de top 10. Young en Nash gaven Youngs War song uit om de presidentscampagne van George McGovern te steunen. Verder brachten Crosby & Nash als duo een album uit met de eigen nummers die ze op hun tournee gespeeld hadden, Graham Nash David Crosby genaamd. Dit album kwam op plaats vier terecht.
In 1973 nam Young twee sombere albums op, waarvan het eerste, Times fade away, volgde op de wintertournee na de dood van Crazy Horse-bandgenoot Danny Whitten. Het tweede album, Tonight's the night, was zo somber dat zijn platenmaatschappij het niet eerder dan in 1975 durfde uit te geven. Crosby initieerde met The Byrds het reünie-album History of The Byrds, Stills gaf met Manassas hun tweede album Down the road uit en Nash kwam met zijn tweede soloalbum, Wild tales; de verkopen van deze drie platen bleven achter bij de verwachtingen. In juni en juli van dat jaar kwam het viertal bijeen in de ranch van Young in Californië en in een opnamestudio op Hawaii. Het doel van deze sessies was om een nieuw album te maken, met als werktitel Human highway. Alle groepsleden droegen composities aan, Young onder meer de beoogde titelsong. De onenigheden die de band in 1970 de das om hadden gedaan, staken wederom de kop op en dreven hen opnieuw uiteen.

### Weer bijeen voor deDoom Tour

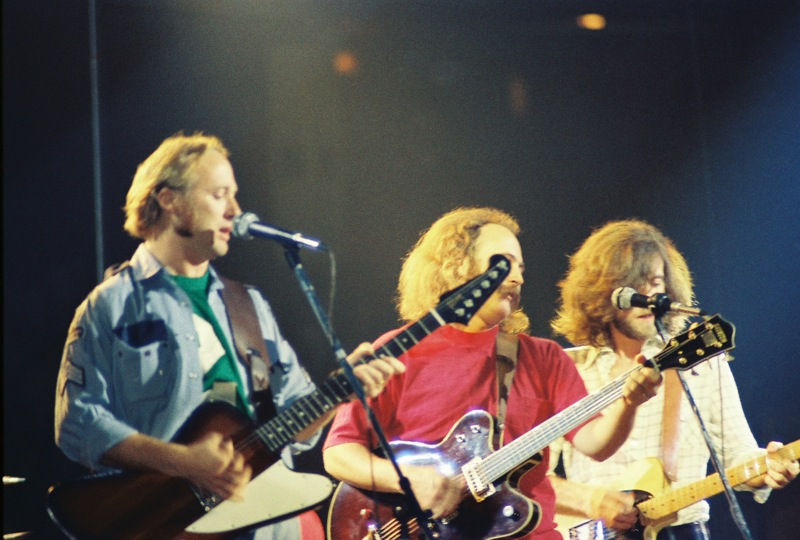
Stills (links), Crosby en Nash tijdens de "Doom Tour" in 1974

Manager Roberts en impresario Bill Graham brachten bij de groep het inzicht terug dat de muziek van CSNY commerciële potentie had. Het kwartet likte zijn wonden, en begon in de zomer van 1974 aan een nieuwe tournee, met als begeleiders Tim Drummond op basgitaar, Russ Kunkel op drums en Joe Lala op percussie. Die tournee was uniek in Noord-Amerika; het was de eerste tournee die geheel gegeven werd in openluchtstadions. Het idee daarvoor kwam van Graham, die eerder de grote tournee voor Bob Dylan in overdekte arena's had georganiseerd. Ook de orkestratie van deze tour, die een hoog muzikaal niveau had, kwam van Graham. Tijdens de optredens, die drieënhalf uur duurden, speelde CSNY oude favorieten aangevuld met nieuwe nummers, die soms ter plekke in première gingen.
Toen een poging om in november 1974 Human Highway alsnog af te maken en op de markt te brengen mislukte, gaf Atlantic Records de compilatie So far uit om de tournee te promoten. Nash vond het absurd om materiaal van twee albums opnieuw uit te brengen zonder de hit Marrakesh Express. Het album kwam in november 1974 niettemin hoog in de albumtop te staan.
Hoewel de bandleden de pers wilden laten geloven dat hun karakteristieke meningsverschillen tot het verleden behoorden, begonnen nieuwe excessen hun tol te eisen. Ze gebruikten alle vier tijdens hun optredens in 1974 grote hoeveelheden cocaïne. Joni Mitchell vertelde later dat het gebruik zo escaleerde dat er zelfs mensen met neusbloedingen op het podium rondliepen. De spanningen tussen de leden van "Noord-Amerika's grootste disfunctionele supergroep" liepen hoog op. Veel van hun ruzies waren drugsgerelateerd, hoewel ook het egocentrisme van de vier een rol speelde. Zo wilde elk bandlid een gelijk deel van de concerttijd voor zijn eigen werk. Hierdoor staken ze enerzijds elkaar de loef af, maar haalden anderzijds het beste uit elkaar naar boven. Er waren ook technische problemen. De apparatuur die gebruikt werd was niet geschikt voor hun unieke, intieme harmonieën. Bij rustige nummers ging het goed, maar als Stills en Young met meer dan 100 dB hun vermaarde gitaarduels uitvochten konden Crosby en Nash zichzelf op hun monitor niet horen en zongen vaak vals.
De tour was commercieel zeer succesvol en Crosby, Stills en Nash lieten zich uitgebreid fêteren. Dit tot grote ergernis van Young, die zich toch al opwond over het gebrek aan creatieve ontwikkeling bij de anderen. Young zelf was muzikaal zeer productief tijdens de tournee, en besloot uit onvrede het gezelschap van zijn collega's zoveel mogelijk te mijden. Hij trok zich voortdurend met zijn vrouw en zoon terug in zijn tourwagen en vertelde later aan biograaf Jimmy McDonough: "De tournee was erg teleurstellend voor mij. Ik vond dat CSN het echt verknald had. De laatste keer dat ik met ze speelde, was twee of drie jaar eerder. Ze hadden [ondertussen] geen album gemaakt en ze hadden geen nieuwe liedjes. Hoe konden ze zomaar ophouden?".
Crosby werd sinds de dood van zijn vriendin Christine Hinton in 1969 geflankeerd door twee meisjes, met wie hij zich aanhoudend terugtrok in zijn niet afgesloten hotelkamer. Dit leidde tot ergernissen bij de anderen, die bij binnenkomst moesten toezien hoe zijn vriendinnen hem bevredigden terwijl hij blowde, dronk en zakelijke telefoongesprekken voerde.
Vanwege de grote zalen die bespeeld moesten worden en de bijkomende excessen werd deze tournee later bekend als de Doom Tour, een naam die bedacht werd door Crosby. Achteraf memoreert Crosby: "Ik kwam erachter dat cocaïne een verschrikkelijk effect had op alles en niet hetzelfde was als andere drugs. Als we gewoon wiet hadden gerookt waren we nu misschien nog wel die oude vertrouwde band geweest".
Na afloop bleek dat de show een grote kaskraker was, met een opbrengst van ruim elf miljoen dollar. Hiervan ontvingen de vier bandleden elk echter 'slechts' een half miljoen, waarop de groep brak met Graham en Geffen.

### Changing partners
In januari 1975 werd voor de laatste maal geprobeerd Human Highway af te maken, wat mislukte toen Young er genoeg van had en opstapte nadat Nash en Stills ruzie over een enkele noot hadden gekregen. Nummers van CSN die tijdens de tournee van 1974 voor het eerst gespeeld werden kwamen later uit op studioalbums van Crosby/Nash en Stills/Young. De nummers die Young schreef verschenen voor het eerst op On the beach, het album dat tijdens de tournee uitkwam.
Na de Doom Tour was er het plan om te komen met een nieuw CSNY-album, met bijbehorende tournee. Young brak zijn belofte om bij de opnames aanwezig te zijn, waardoor het project sneuvelde. Nash was daarover zo verbolgen dat hij tegen Dave Zimmer zei: "Neil gebruikte ons als springplank, maar toen het hem niet beviel, schudde hij ons af als een oude slangenhuid". Korte tijd later braken Crosby en Nash met Stills, nadat die bij een ruzie over een aantal nummers de mastertape van Wind on the water met een scheermesje doormidden had gesneden. Hiermee kwam er een voorlopig einde aan CSNY en gingen Crosby & Nash als duo verder, evenals later Stills en Young.

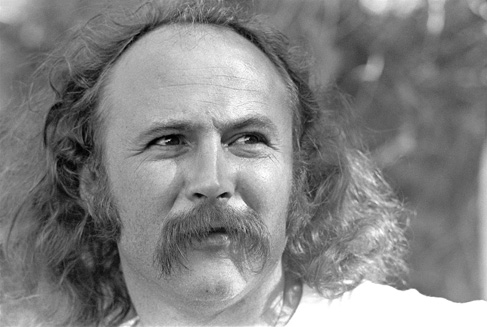
David Crosby in 1976, backstage in het Frost Amphitheater

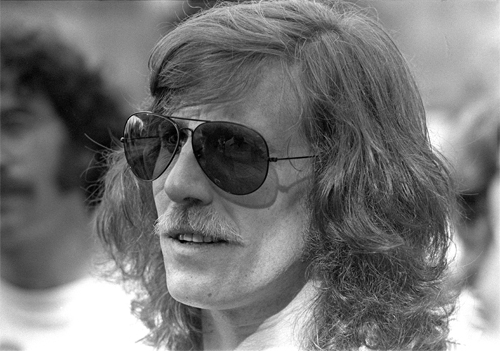
Graham Nash in 1976 backstage in het Frost Amphitheater

Crosby & Nash tekenden een contract met ABC Records. Ze begonnen opnieuw te touren en deden kleinere sportarena's, buitenfestivals en theaters aan. Het duo produceerde twee studioplaten, getiteld Wind on the water in 1975 en Whistling down the wire in 1976. Verder werd de liveregistratie Crosby-Nash live van de tournee in 1977 uitgegeven. Crosby en Nash lieten zich begeleiden door bassist Tim Drummond en The Section, een band die ook meespeelde op hun eerste elpee. Deze band begeleidde in de jaren zeventig een groot aantal artiesten uit Los Angeles, onder wie Carole King, James Taylor en Jackson Browne. Crosby en Nash verleenden in die periode ook hun vocale diensten aan hits van anderen, zoals aan Taylors Mexico and Joni Mitchells Free man in Paris.
Nash had indertijd in het Wembley Stadium filmopnames gemaakt van negen CSNY-shows. In 1976 werd een derde poging ondernomen om een CSNY-album uit te brengen. De opnames moesten onderbroken worden omdat Crosby en Nash Whistling down the wire af wilden maken. Stills en Young waren hierover zo verbolgen dat ze de vocale bijdragen van de andere twee van de mastertape lieten verwijderen. Nash besloot daarop om de opnames van de tournee van 1974 niet naar buiten te brengen.

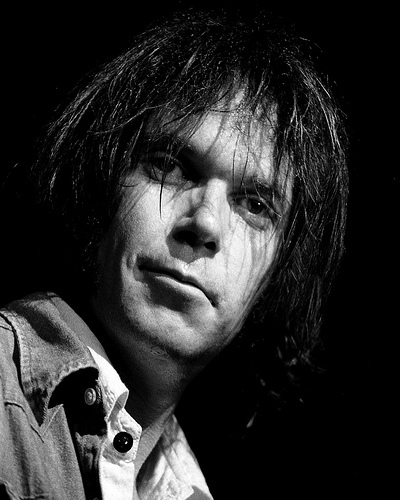
Neil Young in 1976 in Austin, Texas

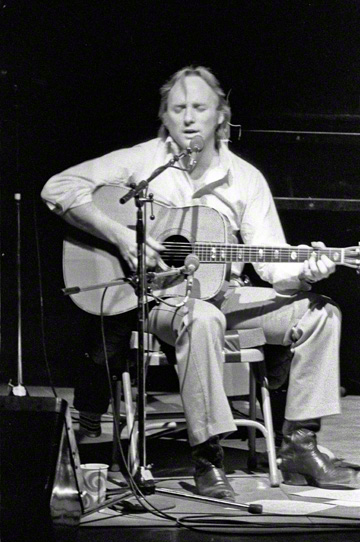
Stephen Stills in 1978 in Arizona

Na de tour van 1974 vielen Stills en Young eerst terug op hun eigen carrières. In 1976 kwamen ze weer bijeen voor een eenmalig album en een tournee met The Stills-Young Band. Toen ze eenmaal op tournee waren, liepen de spanningen tussen hen weer op. Een meningsverschil over de begeleiding – Stills wilde professionele studiomuzikanten en Young koos voor de band Crazy Horse – leidde tot een nieuwe breuk. Op 20 juli 1976, na de show in Columbia, ging de tourbus van Young een andere richting op dan die van Stills. In Atlanta, hun volgende stop, kreeg Stills een laconiek telegram: "Beste Stephen, grappig hoe dingen die spontaan ontstaan ook zo eindigen. Eet een perzik, Neil". Youngs management beweerde dat hij op doktersadvies rust moest houden om van een keelontsteking te kunnen herstellen. Stills zag zich contractueel verplicht om de tournee in zijn eentje af te maken, terwijl Young van de gelegenheid gebruik maakte om een tournee voor Crazy Horse voor te bereiden. Later in 1976 benaderde Stills het duo Crosby & Nash tijdens een van hun optredens in Los Angeles, wat de deur openzette voor een terugkeer als trio.

### Hergroepering en de weg naar beneden
Nog dat jaar begonnen Crosby Stills & Nash in de Criteria Studios in Miami met opnames voor het album CSN. Ze speelden daarop de typische softrock uit die periode, met onder andere de hitsingle Just a song before I go van Nash. Crosby, Stills & Nash gingen met dit album verder vanaf het punt waar ze gekomen waren vóór de komst van Young. Het album bereikte in juli 1977 de nummer 2-positie bij Billboard en bleef daar in augustus op staan, achter een van de bestverkopende albums aller tijden: Fleetwood Macs Rumours (dat overigens ook in de Criteria Studios opgenomen was). Rond dezelfde tijd ontwierp Phil Hartman het bekende CSN-logo.
Na de tournees die ze in 1977 en 1978 gaven, werd het werk voor de groep bemoeilijkt door Crosby's toenemende cocaïneverslaving. Het album Earth & sky, dat Nash in 1980 uitgaf, had eigenlijk een Crosby/Nash-album moeten worden, maar Crosby was niet in staat om er aan bij te dragen. Ook bij de opnamen van Daylight again in 1980 en 1981 moest Crosby vanwege zijn drugsgebruik verstek laten gaan. Nash en Stills namen het album als duo op, onder anderen ondersteund door muzikant, producent en manager Gerry Tolman. Atlantic Records wilde echter per se een CSN-album en weigerde de plaat uit te brengen zolang Crosby niet hersteld was. De bijdrage van Crosby behelsde uiteindelijk het nummer Delta en enkele harmonische zangpartijen op andere nummers. Het album kende twee hits, Wasted on the way (Nash) en Southern cross (Stills). Daylight again bereikte in 1982 een nummer 8-notering.

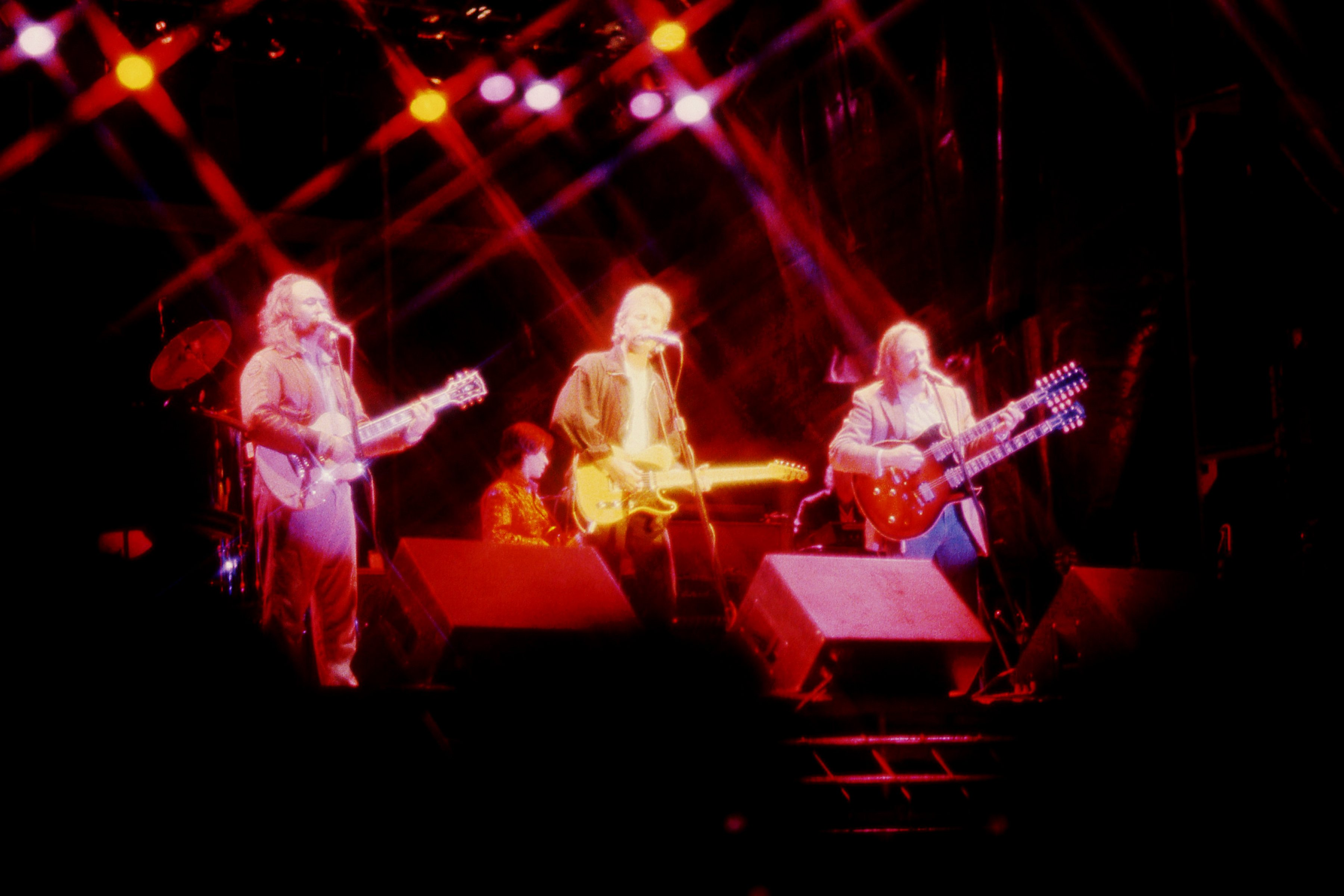
Crosby, Nash en Stills tijdens een openluchtfestival in het Georg-Melches-Stadion, 1983

Het trio bleef touren ondanks de problemen van Crosby, totdat deze in mei 1982 in een Texaanse gevangenis belandde vanwege drugs- en wapenbezit. Ook muzikaal gezien ging het niet goed; de in 1983 uitgegeven plaat Allies bleef laag in de lijsten steken en kreeg twee sterren in de beoordeling van AllMusic. In de jaren erna werd Crosby verschillende keren opgepakt en in december 1985 meldde hij zichzelf bij de politie. Vervolgens zat hij een gevangenisstraf uit van negen maanden.
In 1988 kwam Young terug bij het trio, als inlossing van zijn belofte aan Crosby als die weer clean zou zijn. Ze gingen de studio in en maakten opnames voor hun album American dream. Stills en Crosby functioneerden nauwelijks tijdens de opnamesessies: Stills kampte met een cocaïneverslaving, en Crosby, die clean was, werd geplaagd door verschillende gezondheidsproblemen, met in 1994 een levertransplantatie tot gevolg. Het album wist weliswaar plaats 16 in de Billboard-lijst te bereiken, maar ontving magere kritieken. Hierdoor voelde Young weinig voor een CSNY-tournee om het album te promoten. De band maakte wel een videoclip voor de single die uitgebracht werd van de titelsong American dream, die door Young was geschreven. In de clip speelde elk lid een karakter dat losjes gebaseerd was op bepaalde aspecten uit hun persoonlijke leven. CSNY kwam op 3 november 1991 opnieuw bijeen, nu voor een optreden tijdens het concert ter nagedachtenis aan Bill Graham, Laughter, Love and Music genaamd.
Als trio nam CSN in de jaren negentig nog twee studioalbums op, Live it up en After the storm, die in vergelijking met hun eerdere platen weinig verkocht werden. In 1991 kwam er nog een boxset van vier cd's uit met bekende nummers van de band als geheel, aangevuld met onverwacht betere opnames van hun verschillende soloprojecten. Zich beroepend op afspraken haalde manager Elliot Roberts (die inmiddels niet meer voor CSN, maar wel nog voor Young werkte) het gros van Youngs materiaal van de plaat; er verschenen slechts zeven CSNY-nummers op het verzamelalbum. Later lekte de CSNY-versie uit van Human highway, een album dat in 1970 door onderlinge onenigheid niet werd voltooid en nu op het internet belandde. In 1994 werkte CSN samen met de muzikanten Suzy Bogguss, Alison Krauss en Kathy Mattea door het nummer Teach your children op te nemen voor het album Red Hot + country. Dit was een Aids-benefietalbum ter ondersteuning van het werk van de Red Hot Organization. Het volgende CSN-album, getiteld After the storm, haalde in 1994 maar net de albumtop 100.

### Eerherstel en muzikale waardering
In 1997 werd CSN als band opgenomen in de Rock and Roll Hall of Fame. In die tijd ontbeerde de band een platencontract, waardoor de leden nieuwe opnames uit eigen zak moesten betalen. In 1999 nodigde Stills Young uit om een paar nummers mee te spelen op een nieuwe plaat. Young, aangenaam verrast door dit initiatief, droeg meer nummers bij, waardoor uiteindelijk het CSNY-album Looking forward ontstond. Het album werd uitgegeven door Reprise Records, waar Young onder contract stond, en werd beter ontvangen dan de drie vorige. Dit was aanleiding tot het organiseren van de CSNY2K-tournee (2000) en de CSNY Tour of America (2002), die beide financieel succesvol waren.
In 2005 gingen Crosby, Stills en Nash wederom op wereldtournee, ditmaal zonder Young. Net als in het verleden beperkten de muzikanten zich niet tot gezamenlijke activiteiten in CSN, maar richtten zich daarnaast op hun solocarrières, die ze ook promootten gedurende de tournee. In december 2005 kwam hun manager Gerry Tolman om het leven door een auto-ongeluk.

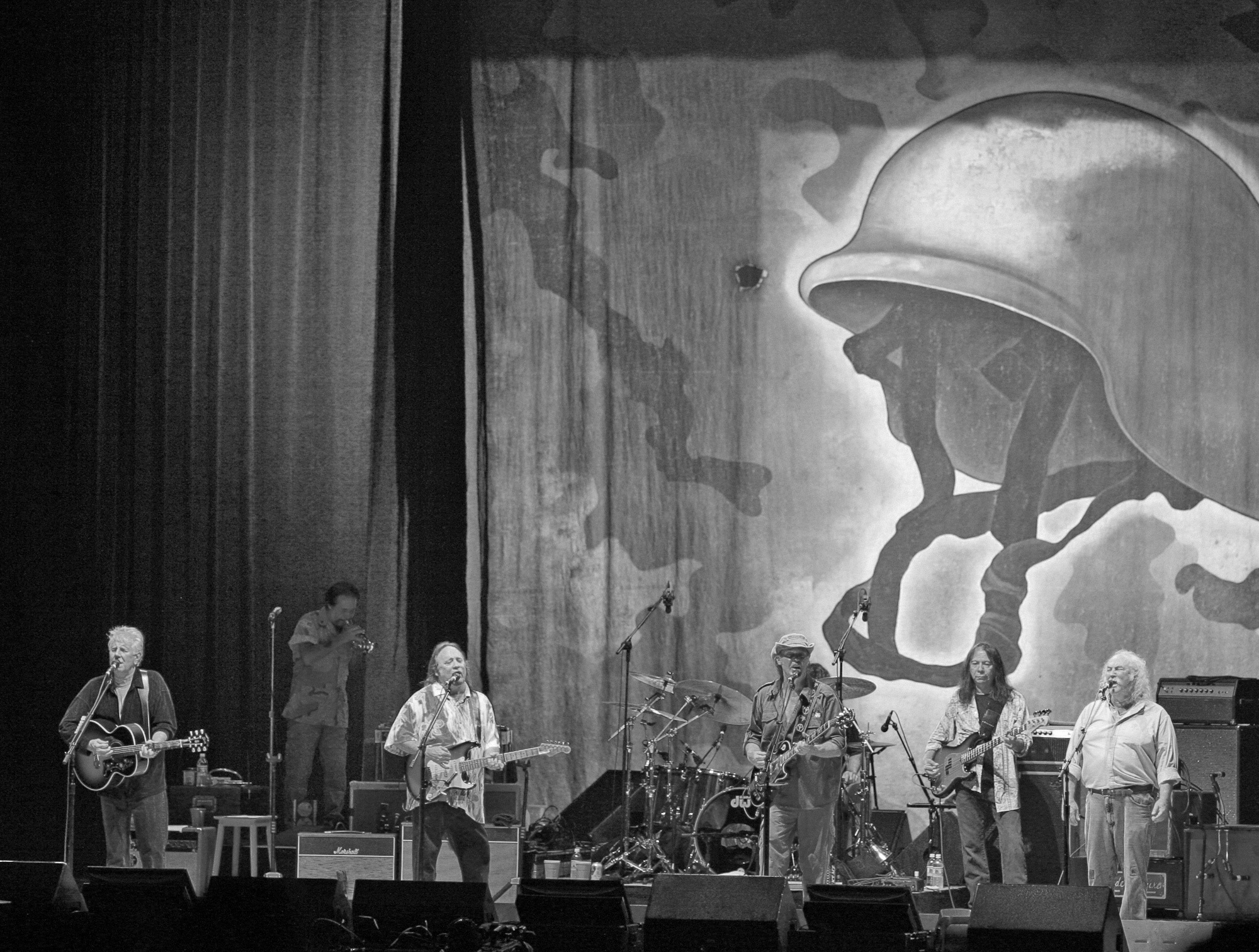
Nash, Tommy Bray, Stills, Young, Rick Rosas en Crosby (v.l.n.r.) in 2006

In 2006 gaven Crosby, Stills, Nash en Young het startschot voor de Freedom of speech-tournee, om Youngs album Living with war te promoten. De gehele tour werd CO2-neutraal gedaan. De lange setlijsten omvatten zowel het gros van dit nieuwe protestalbum, als materiaal van Stills' soloalbum Man alive! en nieuwer materiaal van Crosby en Nash. Op 16 mei 2006 werden Crosby, Stills & Nash geëerd als BMI-iconen tijdens de 54e editie van de jaarlijkse BMI Pop Awards. Ze kregen de prijs vanwege hun "unieke en niet aflatende invloed op generaties muzikanten".
In februari 2007 was CSN genoodzaakt om een tournee door Australië en Nieuw-Zeeland uit te stellen wegens ziekte van Crosby. Op 30 juli 2008 werd het populaire nummer Teach your children door Crosby, Stills en Nash gespeeld tijdens The colbert report. Talkshowhost Stephen Colbert nam – compleet in een Young-outfit – diens vocale partij voor zijn rekening en werd door Nash ook als Neil aangesproken.
In 2009 gaven Crosby, Stills en Nash het album dEMOS uit, dat bestaat uit demo's van opnames van populaire nummers van hen als band- of soloartiesten. In juni van dat jaar speelde het trio op het Glastonbury Festival in Engeland. Stills werd daarbij geprezen om zijn bijzondere gitaarspel. Young verscheen niet samen met hen op de bühne, maar gaf een dag eerder een solo-optreden op het festival . Een maand later trad het trio aan voor de veertiende editie van het jaarlijkse Gathering of the Vibes-festival. Ze sloten het door regen geplaagde weekend succesvol af.
In 2010 werd Nash als lid van The Hollies opgenomen in de Rock and Roll Hall of Fame. Dat maakte CSNY tot de eerste band waarvan alle leden tweemaal opgenomen zijn. Crosby was in 1991 al opgenomen als lid van The Byrds en Stills in 1997 als lid van Buffalo Springfield. Young hoorde in 2010 niet bij de laureaten, maar was toen al tweemaal opgenomen, in 1995 voor zijn solowerk en in 1997 tegelijk met Stills als lid van Buffalo Springfield.
In 2010 sloeg het drietal de handen ineen met producer Rick Rubin om voor Sony Music Entertainment een project te realiseren met de naam Songs we wish we'd written. Het idee was om een album te maken met covers in een CSN-jasje, maar de sessies werden al na zeven nummers afgebroken als gevolg van een verslechterende relatie tussen Crosby en de producer. Hij noemde Rubin een autocratische figuur die het creatieve proces verstoorde. Het project lag stil totdat het trio twee jaar later een vijftal nummers klaar had liggen om eventueel door Warner uitgegeven te worden.
In 2012 tourden Crosby, Stills & Nash door de VS, Australië, Nieuw-Zeeland en Brazilië, en gaven hiervan een set uit getiteld CSN 2012, bestaande uit twee cd's en een dvd. Hoewel de zangstemmen van het drietal aan kracht hadden ingeboet werd het album, mede dankzij de sterke begeleidingsband, overwegend positief ontvangen. In de daaropvolgende jaren tourden ze gedrieën door de VS en Europa. In juli 2013 stonden ze onder andere op de planken tijdens het Weertse Bospop-festival, dat ze drie jaar eerder ook al hadden aangedaan. "Hallo iedereen, waar we [dan] ook zijn", zo opende David Crosby daar hun optreden.

### Het einde
Op 26 en 27 oktober 2013 kwam het viertal weer bijeen voor twee – naar later bleek historische – akoestische optredens op het 27e Bridge School Benefit.

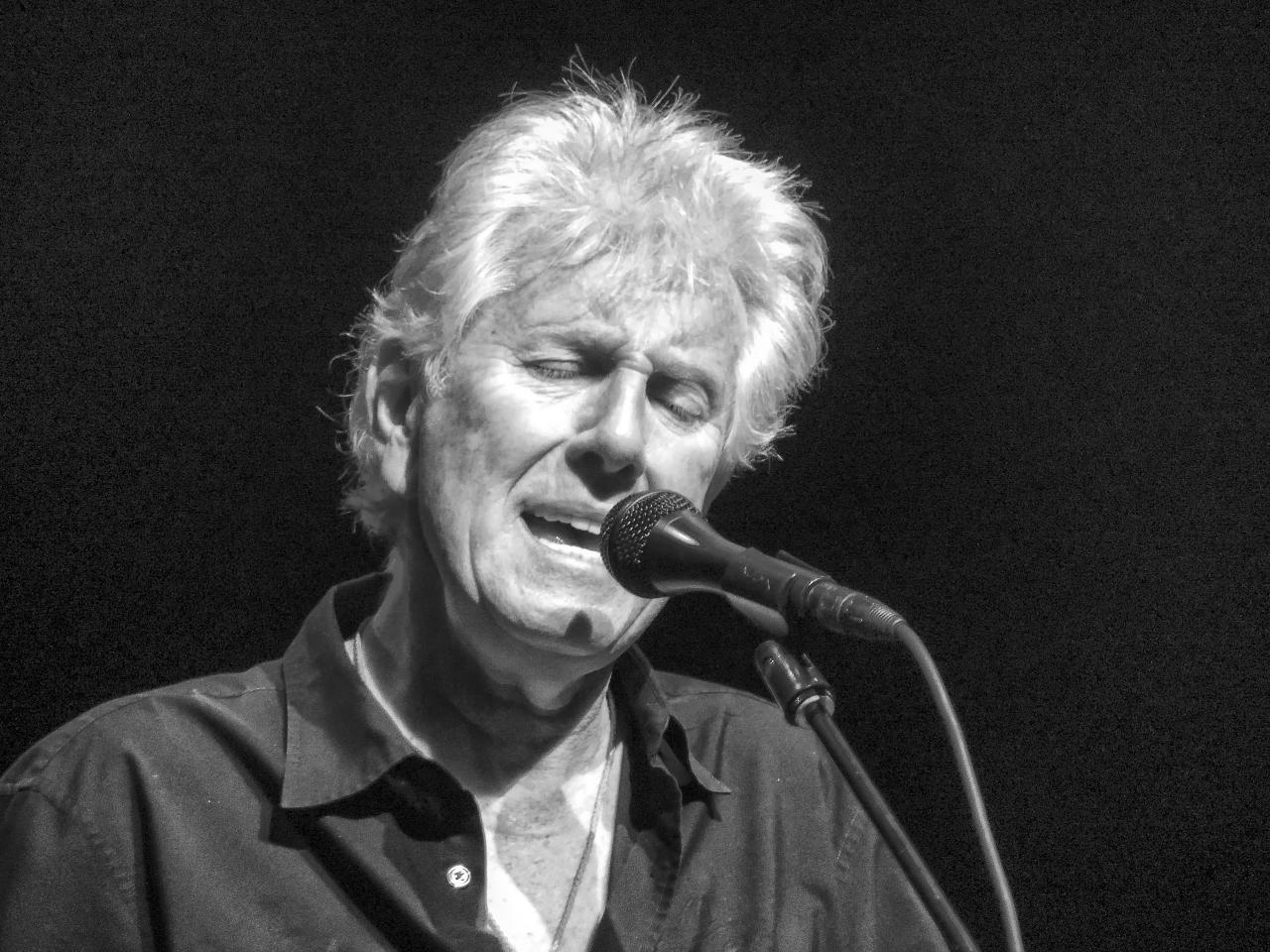
Graham Nash in 2012

Op 8 juli 2014 gaf Rhino Records de boxset CSNY 1974 uit, die lovende kritieken ontving.
Deze set bevatte opnamen die Nash in 1974 gemaakt had toen de Doom Tour het Wembley Stadium aandeed. Nash had in 1976, na een conflict met Young, besloten het materiaal niet uit te brengen. Bij de veertigste verjaardag van de tournee selecteerden Nash en co-producent Joel Bernstein alsnog nummers van de negen verschillende shows. Nash probeerde in het album recht te doen aan de belevenis die het publiek destijds onderging. Als hij een regel aantrof die vals gezongen werd, ging hij naar een andere avond tot hij de regel zuiver gezongen en in het juiste tempo tegenkwam, en gebruikte die. Ook bracht hij de volumes van gitaarspel en zang meer met elkaar in evenwicht. Het werk aan het album duurde vier en een half jaar.
In een interview dat Crosby in september dat jaar gaf aan de Idaho Statesman ontkende hij de geruchten over een nieuwe CSNY-tournee. Volgens hem stond Young onwelwillend tegenover een tour met het drietal en ontbrak het hem bovendien aan een financiële stimulans. Verder schilderde hij Youngs toenmalige partner Daryl Hannah af als een puur giftig roofdier. Young reageerde op 8 oktober tijdens een solo-optreden op de Philadelphia Academy of Music met de melding: "CSNY zal nooit meer touren... maar ik hou van die gasten". Ondanks Crosby's excuses op Twitter bleef Young boos en is het optreden van 27 oktober 2013 op het 27e Bridge School Benefit het laatste dat CSNY als kwartet gegeven heeft.
In 2015 gaf het trio een najaarstournee en deed hierbij onder andere Amsterdam en Brussel aan. Op 6 maart 2016 gaf Nash interviews in Nederland aan Lust for Life en OOR. Aan beide onthulde hij dat het doek voor Crosby, Stills & Nash gevallen was. In de voorgaande twee jaren waren er verschillende ruzies geweest tussen hem en Crosby en eenmaal hadden ze zelfs fysiek gevochten op het podium. "Crosby heeft het hart uit Crosby, Still & Nash gerukt", concludeerde Nash.
In de zomer van 2016 leek Young wat te zijn afgekoeld. In een interview met Rolling Stone werd hem gevraagd naar de mogelijkheid van een reünie ter gelegenheid van het vijftigjarig jubileum van de groep. 'Alles is mogelijk,' zei hij toen. Nash reageerde hierop met een soortgelijk antwoord. 
De reünie zou er niet meer van komen. David Crosby overleed op 18 januari 2023 op 81-jarige leeftijd.

## Politiek activisme

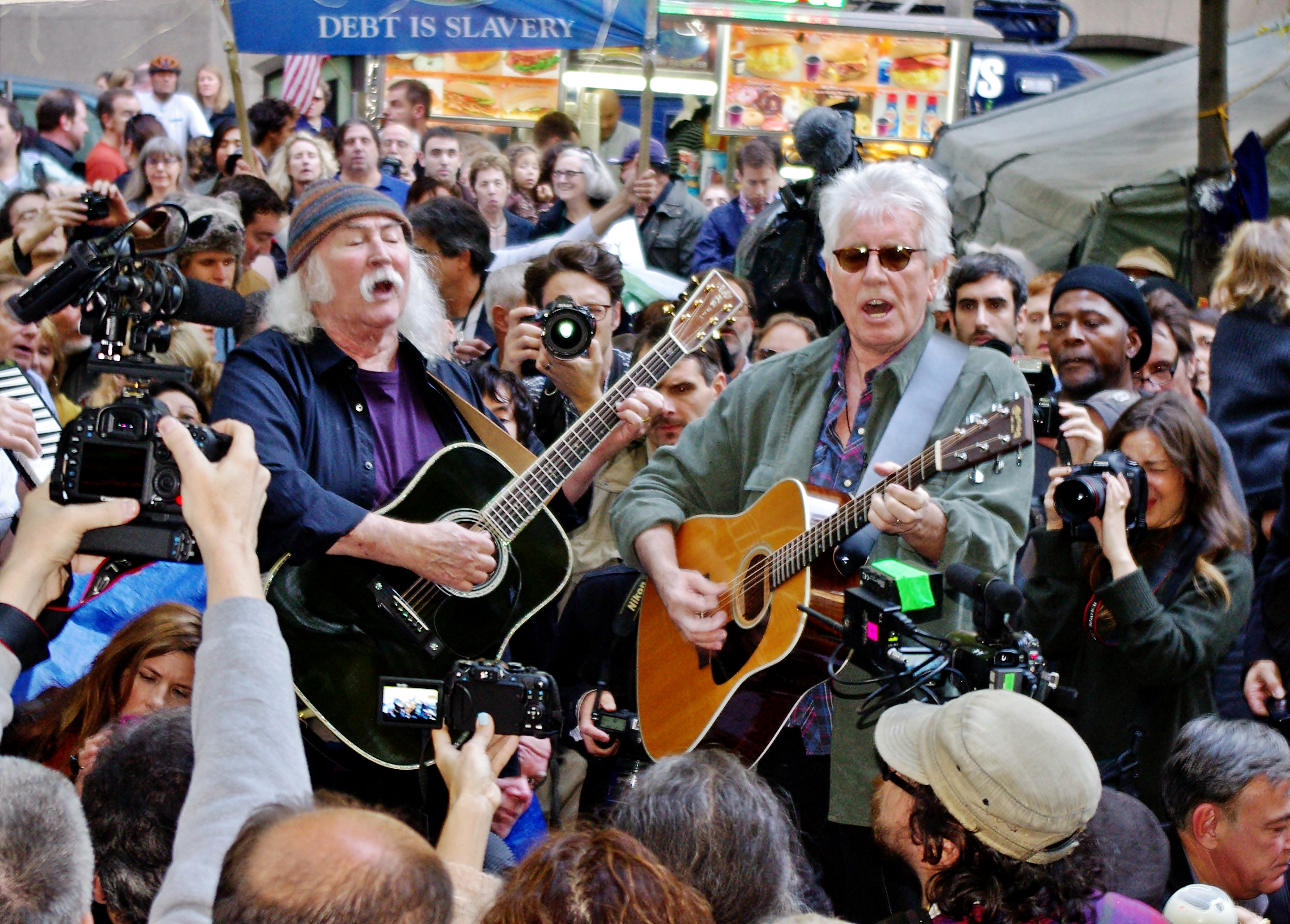
Crosby en Nash, Occupy Wall Street, 2011

Het muzikale erfgoed van Crosby, Stills, Nash en Young is onlosmakelijk verbonden met de tegencultuur die zich in de late jaren zestig en zeventig van de vorige eeuw afspeelde in de westerse wereld. Hun pacifistische inborst en politieke voorkeuren werden ook vaak in muziekrecensies genoemd.
Zo werd er regelmatig muzikaal gedemonstreerd tegen de Vietnamoorlog en andere politieke gebeurtenissen. Een voorbeeld is het nummer Chicago, dat verwijst naar het proces tegen de zogenoemde Chicago Seven. Deze anti-oorlogsactivisten werden veroordeeld voor hun rol in de demonstraties en opstanden in de binnenstad van Chicago tijdens de Democratische Nationale Conventie in 1968. Een van deze activisten, Bobby Seale genaamd, werd tijdens de zitting gekneveld en de mond gesnoerd omdat hij zich daar onwelwillend zou hebben gedragen.
Een ander nummer, Ohio genaamd, schreef Young als reactie op de dood van vier studenten op de Kent Sate University. De studenten werden beschoten door nationale ordetroepen tijdens een antioorlogscampagne op de campus in mei 1970. Dit nummer was het spraakmakendste muzikale statement inzake de Vietnamoorlog; vooral omdat president Nixon bij naam wordt genoemd. Het gaf de tegencultuur een stem en groeide zo uit tot een antioorlogshymne.
In 1979 speelde de groep in Madison Square Garden tijdens een reeks anti-kernenergieoptredens, MUSE genaamd, om dit standpunt kracht bij te zetten. Andere protestliederen zijn bijvoorbeeld Long time gone (1968), Find the cost of freedom (1971), War games (1983), American dream (1988) en Nighttime for the generals (1988). Enkele weken na de val van de Berlijnse Muur in 1989 reisde het drietal af naar Duitsland. Hun opvoering in Berlijn van Chippin' away brachten ze kort erop uit op een single.
Ook recenter nog werd een politieke tegengeluid door de groep geuit. Nash en James Raymond schreven het nummer Almost gone (The ballad of Bradley Manning), dat een kritische noot is in de richting van het proces tegen WikiLeaks-klokkenluider en soldaat Bradley/Chelsea Manning. In 2011 toonden Nash en Crosby samen met James Raymond hun betrokkenheid bij het Occupy Wall Street-kamp in New York.
Crosby, Nash en Young hebben alle drie hun voorkeur uitgesproken voor de Democratische presidentskandidaat Bernie Sanders tijdens de Amerikaanse presidentsverkiezingen 2016.

## Invloed op andere artiesten
De brede muzikale achtergrond van de leden gaf de mogelijkheid om muziek van verschillende genres te spelen: van countryrock tot ballads, van akoestische tot elektrische gitaren en van solozang tot drie- en vierstemmige harmonieën. Deze harmonieën die nog niet eerder te horen waren geweest, gaven de band een tijdloos karakter en waren van grote invloed op andere musici, waarvan velen hen hierin volgden.
Het uiteengaan van The Beatles in april 1970 en de verminderde muzikale activiteiten van Bob Dylan toentertijd zorgden ervoor dat CSNY de vertegenwoordiging van de Woodstockgeneratie op zich kon nemen. Op deze manier kon de weg geplaveid worden voor artiesten als Joni Mitchell, de Eagles, Stevie Nicks, America, Boston, Heart, James Taylor en Jackson Browne. In dat opzicht is CSNY de enige Amerikaanse band die zich kan meten met de Beatles.
Een grote groep singer-songwriters uit Californië liftte mee op de populariteit van CSNY. Veel van deze artiesten woonden in of bij Laurel Canyon in Californië. Artiesten zoals Laura Nyro, Joni Mitchell, Jackson Browne, Linda Ronstadt, America en de Eagles maakten deel uit van de "scene" in Los Angeles. Voor veel van deze muzikanten was het een gewoonte om samen muziek te maken, drugs te gebruiken en met elkaar rond te hangen. De scene werkte als een smeltkroes, van waaruit vele wisselende samenwerkingen gesmeed werden.

## Bezetting
We said up front when we started, 'We're gonna work in different combinations, in every combination that's potentially there. You'll see albums by two of us or by one of us…' So, of course, they ignored it, and every time we did anything else, they said, 'Oh, they broke up.' And, every time we got back together, they said, 'Oh they reformed.' The truth is we're gonna work in whatever combination that pleases us.(Al toen we begonnen zeiden we: "We gaan in verschillende samenstellingen werken, in elke samenstelling die er mogelijk in zit. Je zult albums tegenkomen van twee van ons of van een van ons…" En natuurlijk negeerden ze het en elke keer als we wat anders deden zeiden ze: "Oh, ze zijn uit elkaar." En elke keer dat we weer samenkwamen zeiden ze: "Oh, ze zijn weer bijeen." De waarheid is dat we werken in eender welke samenstelling ons genoegen geeft.)
— David Crosby, 1983

De samenwerking tussen het viertal Crosby, Stills, Nash en Young was even succesvol als broos. De contrasterende karakters van de muzikanten botsten regelmatig, waardoor de groep zich gedurende de actieve jaren verschillende malen opsplitste, om daarna in diverse samenstellingen de muziekinstrumenten weer op te pakken.

### Tijdlijn

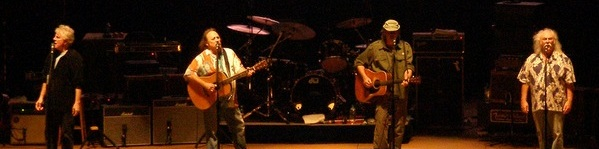
V.l.n.r.: Graham Nash, Stephen Stills, Neil Young en David Crosby

## Discografie

### Albums
Onderstaand een overzicht van de albumtop van de Verenigde Staten, het Verenigd Koninkrijk en Nederland (Album Top 50/100). In Vlaanderen was CSNY minder populair. Daar bereikte slechts een album een top 100-notering, namelijk CSNY 1974 op nummer 28. Enkele albums waren ook een hit in andere landen. Gedurende de actieve jaren van de musici werden verschillende verzamelalbums uitgebracht, waarvan So far het succesvolst was. De leden hebben ook individueel een aantal verzamelaars uitgebracht, waaronder Crosby's succesvolle Voyage (2007), Nashs Reflections (2009) en Stills' Carry on (2013).
| Jaar           | album                 | VS  | VK | Nederland | Nederland | Opmerking                                                 |
| Jaar           | album                 | VS  | VK | piek      | weken     | Opmerking                                                 |
| -------------- | --------------------- | --- | -- | --------- | --------- | --------------------------------------------------------- |
| 1969           | Crosby, Stills & Nash | 6   | 25 | 12        | 5         |                                                           |
| 1970           | Déjà vu               | 1   | 5  | 1         | 70        | met Young                                                 |
| 1977           | CSN                   | 2   | 23 | 4         | 11        |                                                           |
| 1982           | Daylight again        | 8   | 23 | -         | 11        |                                                           |
| 1988           | American dream        | 16  | -  | 59        | 9         | met Young                                                 |
| 1990           | Live it up            | 57  | -  | 59        | 6         |                                                           |
| 1994           | After the storm       | 98  | -  | 71        | 4         |                                                           |
| 1999           | Looking forward       | 26  | 54 | 15        | 8         | met Young                                                 |
| Livealbums     |                       |     |    |           |           |                                                           |
| 1971           | 4 way street          | 1   | 5  | 3         | 5         | met Young, heruitgave in 2013 in Vlaanderen op nummer 196 |
| 1983           | Allies                | 43  | -  | 39        | 2         |                                                           |
| 2008           | Déjà vu live          | 153 | -  | -         | -         | met Young                                                 |
| 2012           | CSN 2012              | -   | -  | -         | -         |                                                           |
| 2014           | CSNY 1974             | 17  | 37 | 8         | 10        | met Young, in Vlaanderen op nummer 28 (17 weken)          |
| 2024           | CSNY 1969             |     |    | 52        | 1         | Live at Fillmore East 1969                                |
| Verzamelalbums |                       |     |    |           |           |                                                           |
| 1974           | So far                | 1   | 25 | -         | -         | met Young                                                 |
| 1980           | Replay                | 122 | -  | -         | -         |                                                           |
| 1991           | CSN                   | 109 | -  | -         | -         | met Young, boxset                                         |
| 1991           | Carry on              | -   | -  | 58        | 5         | met Young, bestemd voor Europa en Australië               |
| 2005           | Greatest hits         | 24  | 38 | -         | -         |                                                           |
| 2009           | dEMOS                 | 104 | -  | -         | -         | Young alleen in Music is love                             |

#### Muzikale waardering
| Zilveren Plaat - Verenigd Koninkrijk - 2009: voor het album Greatest hits Gouden Plaat - Duitsland - 1983: voor het album 4 way street - 2007: voor het album Déjà vu - Zwitserland - 1993: voor het album Déjà vu - Verenigd Koninkrijk - 2009: voor het album Crosby, Stills & Nash - 2009: voor het album Carry on - 2013: voor het album Déjà Vu | Platina Plaat - Verenigde Staten - 1983: voor het album Daylight again - 1989: voor het album American dream - 1999: voor het album Crosby, Stills & Nash 4× Platina - Verenigde Staten - 1992: voor het album CSN - 1992: voor het album 4 way street - 1999: voor het album Crosby, Stills & Nash | 6× Platina - Verenigde Staten - 1992: voor het album So far 7× Platina - Verenigde Staten - 1992: voor het album Déjà vu |

| Land                | Zilver | Goud | Platina | Bronnen           |
| ------------------- | ------ | ---- | ------- | ----------------- |
| Duitsland           | 0      | 2    | 0       | musikindustrie.de |
| Zwitserland         | 0      | 1    | 0       | swisscharts.com   |
| Verenigd Koninkrijk | 1      | 3    | 0       | bpi.co.uk         |
| Verenigde Staten    | 0      | 0    | 28      | riaa.com          |
| Totaal              | 1      | 6    | 28      |                   |

### Singles
Singles bereikten enkele malen de Nederlandse hitlijsten maar sloegen niet in Vlaanderen aan.
| Jaar | lied                       | VS-100 | VS-rock | VK-singles | NL-Hitp. | NL-40 | Opmerking |
| ---- | -------------------------- | ------ | ------- | ---------- | -------- | ----- | --------- |
| 1969 | Marrakesh Express          | 28     | -       | 17         |          | 36    |           |
| 1969 | Suite: Judy blue eyes      | 21     | -       |            | 30       | tip   |           |
| 1970 | Woodstock                  | 11     | -       |            |          | tip   | met Young |
| 1970 | Teach your children        | 16     | -       |            | 7        | 7     | met Young |
| 1970 | Ohio                       | 14     | -       |            | 13       | 14    | met Young |
| 1970 | Our house                  | 30     | -       |            | 9        | 10    | met Young |
| 1971 | Almost cut my hair         | -      | -       |            |          | tip   | met Young |
| 1977 | Just a song before I go    | 7      | -       |            | 23       | 22    |           |
| 1977 | Fair game                  | 43     | -       |            |          |       |           |
| 1982 | Wasted on the way          | 9      | 9       |            | 38       | tip   |           |
| 1982 | Southern cross             | 18     | 39      |            |          |       |           |
| 1983 | Too much love to hide      | 69     | 46      |            |          |       |           |
| 1983 | War games                  | 45     | 13      |            |          |       |           |
| 1988 | American dream             | -      | 4       | 55         |          |       | met Young |
| 1988 | Got it made                | 69     | -       |            |          |       | met Young |
| 1988 | Nighttime for the generals | -      | 39      |            |          |       | met Young |
| 1988 | That girl                  | -      | 25      |            |          |       | met Young |
| 1988 | This old house             | -      | -       |            |          |       | met Young |
| 1989 | Chippin' away              | -      | -       |            |          |       |           |
| 1990 | Live it up                 | -      | 7       |            |          |       |           |
| 1990 | If anybody had a heart     | -      | 44      |            |          |       |           |
| 1999 | No tears left              | -      | 34      |            |          |       | met Young |

### NPO Radio 2 Top 2000
| Nummers met noteringen in de NPO Radio 2 Top 2000 | '99  | '00  | '01  | '02  | '03  | '04  | '05  | '06  | '07  | '08  | '09  | '10  | '11  | '12  | '13  | '14  | '15  | '16  | '17  | '18  | '19  | '20 | '21  | '22  | '23 | '24  |
| ------------------------------------------------- | ---- | ---- | ---- | ---- | ---- | ---- | ---- | ---- | ---- | ---- | ---- | ---- | ---- | ---- | ---- | ---- | ---- | ---- | ---- | ---- | ---- | --- | ---- | ---- | --- | ---- |
| Almost cut my hair                                | 283  | -    | 157  | 249  | 297  | 317  | 643  | 213  | 277  | 276  | 261  | 257  | 352  | 414  | 378  | 509  | 562  | 456  | 561  | 731  | 800  | 903 | 1018 | 1079 | 972 | 1220 |
| Carry on                                          | 949  | 586  | -    | 642  | 576  | 818  | 839  | 905  | 1029 | 838  | 935  | 978  | 982  | 846  | 1003 | 1400 | 1574 | 1436 | 1575 | 1718 | 1756 | -   | -    | -    | -   | -    |
| Helpless                                          | 510  | 1027 | -    | 1010 | 712  | 765  | 849  | 881  | 1016 | 865  | 1029 | 992  | 1069 | 1260 | 1382 | 1765 | -    | 1968 | -    | -    | -    | -   | -    | -    | -   | -    |
| Marrakesh Express                                 | 1196 | 1337 | 1275 | 1421 | 1814 | 1372 | 1371 | 1865 | 1731 | 1619 | 1637 | 1511 | 1803 | -    | -    | -    | -    | -    | -    | -    | -    | -   | -    | -    | -   | -    |
| Our House                                         | 241  | 239  | 192  | 204  | 173  | 233  | 234  | 265  | 300  | 236  | 322  | 271  | 391  | 602  | 508  | 755  | 785  | 544  | 524  | 513  | 528  | 657 | 682  | 706  | 728 | 768  |
| Suite: Judy blue eyes                             | -    | 469  | -    | 585  | 754  | 697  | 725  | 823  | 844  | 762  | 878  | 1018 | 1007 | 1168 | 1118 | 1397 | 1424 | 1800 | 1972 | 1957 | 2000 | -   | -    | -    | -   | -    |
| Teach your children                               | 128  | 145  | 78   | 150  | 130  | 142  | 159  | 160  | 199  | 149  | 237  | 208  | 325  | 628  | 513  | 751  | 776  | 498  | 640  | 681  | 698  | 779 | 859  | 1056 | 962 | 1123 |

1. ↑  Een '-' betekent dat het nummer niet was genoteerd en een vetgedrukt getal geeft de hoogste notering van een nummer aan.

### Dvd's
| The acoustic concert             | 2004 | 24-07-2004 | 20 | 2 |  |
| Daylight again                   | 2004 | 31-07-2004 | 29 | 1 |  |
| CSN 2012                         | 2012 | 18-08-2012 | 19 | 2 |  |
| Encore1                          | 2014 | -          |    |   |  |
| 1 = Crosby, Stills, Nash & Young |      |            |    |   |  |